# Chrozophora mujunkumi
Chrozophora mujunkumi là một loài thực vật có hoa trong họ Đại kích. Loài này được Nasimova mô tả khoa học đầu tiên năm 1982.